# Временная коалиционная администрация
Временная коалиционная администрация (ВКА, англ. Coalition Provisional Authority, CPA, араб. سلطة الائتلاف المؤقتة‎, курд. هاوپەيمانى دەسەڵاتى كاتى) — временный орган власти, находившийся под управлением Администратора Коалиционной временной администрации Пола Бремера,  исполнявший обязанности правительства Ирака с 23 мая 2003 по 28 июня 2004 года. Созданию ВКА предшествовало вторжение в страну коалиционных сил во главе с США. 

## История
Временной коалиционной администрации предшествовало Управление по восстановлению и гуманитарной помощи (англ. Office for Reconstruction and Humanitarian Assistance, ORHA), созданное 20 января 2003 года, ещё до начала военного вторжения США и коалиции в Ирак. Его целью являлось исполнение обязанностей правительства Ирака вплоть до проведения выборов и формирования постоянного правительства.

## Критика
ВКА подвергалась резкой критике за неэффективное распределение средств, выделенных на восстановление Ирака. Так, более 8 миллиардов долларов остались неучтенными, включая более 1,6 миллиарда долларов США наличными, обнаруженными в Ливане.